# 得莫利镇
得莫利镇，是中华人民共和国黑龙江省哈尔滨市方正县下辖的一个镇，位于方正县东北部，乡内有满族、朝鲜族、回族、蒙古族等少数民族。
2013年8月7日，黑龙江省民政厅批复同意撤销伊汉通乡，设立得莫利镇。

## 行政区划
得莫利镇下辖以下地区：
得莫利村、伊汉通村和吉兴村。